# Euxoa septentrionalis
Euxoa septentrionalis är en fjärilsart som beskrevs av Walker 1865. Euxoa septentrionalis ingår i släktet Euxoa och familjen nattflyn. Inga underarter finns listade i Catalogue of Life.